# Corts de Montsó-Tamarit de Llitera-Fraga
Les Corts de Montsó-Tamarit de Llitera-Fraga, Corts Generals de la Corona d'Aragó, foren convocades per Pere el Cerimoniós, a Alzira estant, el 2 de juliol de 1382, per a celebrar-se el 30 de setembre a Montsó o a Gandesa, segons la voluntat reial. Quan el rei es decideix per Gandesa, els aragonesos s'oposen, i el 24 d'abril de 1383, des de Tortosa, torna a convocar Corts a Montsó pel 15 de maig, i posposades diverses vegades, foren inaugurades solemnement el 12 de juny a la sala major del castell de Montsó, amb la proposició o parlament del rei. El 20 de febrer de 1384 les Corts, per un brot de pesta, iniciaven les sessions a Tamarit de Llitera; i pel mateix motiu, mouen a Fraga, on comencen les sessions el 28 de maig, i conclouen el 4 de juliol de 1384, última sessió coneguda, prorrogant-se posteriorment però sense tornar-se a convocar mai més.

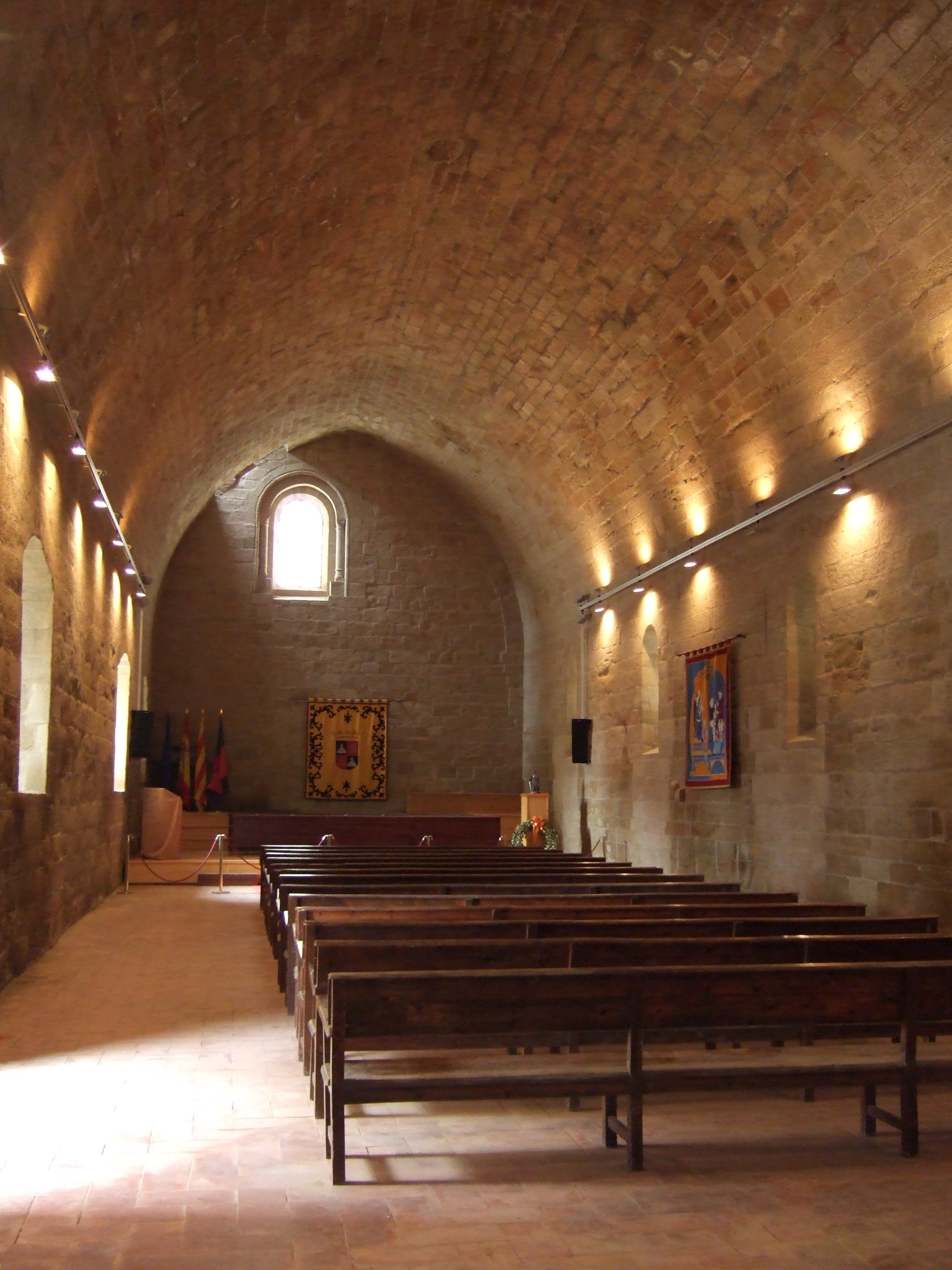
Sala Capitular del castell de Montsó

Mentre aquestes Corts les convoca el rei per aconseguir dels representants dels seus estats un donatiu que el permeti mantenir l'esforç bèl·lic a l'illa de Sardenya; els representants estamentals compareixen amb un important greuge, una acusació de lesa majestat contra diversos consellers del rei i de l'infant Joan, i la inculpació de diversos oficials reials per corrupció.
| «                                                                   | Nós, segons que ja us havem proposat, havem ajustada aquesta cort per justícia et per bon estament de la terra. E plaguere'ns que açò·s faés ans de totes coses, mas per ço com és gran necessitat vos havem a dir aquestes coses, ço és, que fort és necessari que donem recapte al fet de Cerdenya, cor segons los molts ardits que havem haüts, axí per letres com en altra manera, los jenoveses fan llur tractament et esforç de ligar-se ab los sards et que·s puguen ensenyorir d'ells. E si ells hi eren, seria molt pus difícil de conquerir-los que ara que són per si mateixs, et seguiria-se'n fort gran deshonor a nós et dampnatge a tota la terra, perquè és mester que y proveyscam tost per la manera que·s cové. E axí pregam-vos de dues coses, ço és, de consell et de ajuda. | » |
| — Intervenció de Pere IV d'Aragó en les Corts (21 de juny de 1383). | |   |

| «                                                                         | [Denúncia de l'infant Martí, en nom de les Corts] ...era molt públic i notori que en la casa i cort del rei i en la del duc de Girona, el seu fill primogènit, es feia molt poca justícia, i que en les seves terres s'imposaven grans i insuportables exaccions, i amb tot això el patrimoni reial estava molt exhaust i disminuït, i els negocis de l'estat s'encaminaven en gran minva i deshonor de l'autoritat reial, i que de tot açò eren responsables alguns mals consellers que tenien el rei i el seu fill, els quals havien revelat els assumptes del seu servei als reis en Pere i n'Enric de Castella, als jutges d'Arborea, i al duc d'Anjou, i al duc i senyoria de Gènova, i als barons de l'illa de Sicília. | » |
| — Jerónimo Zurita. Anales de la Corona de Aragón. T. 2, L. X, Cap. XXXIV. | |   |

En aquestes Corts, els representants dels distints territoris compareixen conjuntament en la major part de les sessions. I en les negociacions més importants, la concessió del donatiu i les denúncies de les Corts contra els consellers i oficials reials, tot i que es nomenen tractadors de cada un dels braços de cada territori, la negociació també es fa de forma conjunta.

## Els temes tractats

### La denúncia als consellers i oficials reals
El 27 de juny de 1383 les Corts, representades per l'infant Martí, denuncien l'actuació de certs membres del consell del rei i de l'hereu, i de certs oficials, per una sèrie de fets: afavoreixen accions injustes i exigeixen insuportables exaccions, han disminuït el patrimoni reial, actuen en els afers del regne en contra de l'interès general, revelen secrets als enemics del regne, ajuden els enemics del rei en els atacs al regne, negocien en contra dels interessos del regne per benefici personal, aconsegueixen rebre dominis reials amb engany, s'aprofiten de la liberalitat reial, s'enriqueixen pervertint les sentències de l'Audiència i de la Cort, alguns consellers s'han juramentat entre ells per continuar l'espoliació del regne. I junt a la denúncia, demanen apartar dels càrrecs a tots els acusats. Aquesta denúncia es troba emmarcada en la pugna existent entre el rei i l'alta noblesa, la qual va condicionar la votació del subsidi demanat pel monarca a la destitució i procés de la petita noblesa de palau addicta a la reina Sibil·la.
El 3 de juliol de 1383 es nomena una comissió formada per 31 membres, tres representants per cada braç de cada un dels territoris amb Corts, i un representant pel regne de Mallorca, per tractar amb el rei i els seus representants, sobre aquest assumpte. I el 27 de juliol es decideix l'apartament de Ramon de Vilanova i Hugo de Santapau, cambrers, Pere Jordan de Urriés i Ramon de Peguera, majordoms, Manuel d'Entença, Ramon de Cervera i Narcís de Sant Dionis, consellers, i Bernat de Bonastre, protonotari, dels càrrecs que ocupen a la Casa del rei; i el mateix ocorre amb els nobles Pere de Boyl, Francesc de Perellós i Constança de Perellós, els cavallers Pere de Planelles, Joan Janer i Simó Sabot, els juristes Bernat de Pont, Bartomeu Lunes, i Joan de Pont, i Arnau de Perebonet, del consell de l'infant Joan.

### Ratificació de les donacions a la reina Sibil·la
El rei presenta davant les Corts, perquè aquestes ho ratifiquen, la donació feta pel rei el 1380 a la reina Sibil·la de la vila i baronia de Cocentaina, i dels castells i llocs de Planes, Ibi, Margarida i Lombo, i de la Torre de les Maçanes, tots aquests territoris del regne de València, per assegurar el domini d'aquestes possessions per part de la reina després de la mort del mateix rei.

### El subsidi o donatiu
A l'última sessió d'aquestes Corts, el 4 de juliol de 1384, el rei aconsegueix un préstec a bon retre de 60.000 florins d'or d'Aragó, segons el mateix compartiment entre els regnes que s'havia fet servir en les Corts de Montsó de 1376, i abonats en dues pagues iguals, la primera a l'agost de 1384, i la segona, a l'octubre del mateix any.

## La representació dels territoris

### Corts d'Aragó
En la darrera convocatòria de les Corts, el 24 d'abril de 1383, cal la presència de 19 membres del braç eclesiàstic (el regent del bisbat de Saragossa, per estar en seu vacant, els bisbes d'Osca, Tarassona, i Sogorb-Albarrasí, els comanadors de Montalbán i Alcanyís, el castellà d'Amposta, els abats de Rueda, Montaragó, Sant Victorià, Piedra, Sant Joan de la Penya, Veruela i Fuentes Claras, el prior de Santa Cristina, i els priors i capítols de les catedrals de Saragossa, Sogorb-Albarrasí, Tarassona, i Osca); 15 membres de l'alta noblesa; 23 de la petita noblesa; i representants de 24 ciutats, viles i comunitats d'aldees reials (les ciutats de Saragossa, Tarassona, Barbastre, Osca, Albarrasí, Terol, Daroca, Jaca i Calataiud, les viles d'Uncastillo, Taüst, Sos, Almudébar, Eixea, Sádaba, Zuera, Montalbán, Alcanyís, Aïnsa, Montsó i Tamarit de Llitera, i les comunitats d'aldees de Calataiud, Daroca i Terol).
En aquestes Corts no s'aprova cap fur ni cap acte de Cort.

### Corts catalanes
Per part del principat de Catalunya i del regne de Mallorca són convocats 41 membres del braç eclesiàstic (els bisbes de Barcelona, Lleida, Girona, Urgell, Vic, Elna i Mallorca, els administradors de l'arquebisbat de Tarragona i del bisbat de Tortosa, ambdós en seu vacant, el prior a Catalunya de Sant Joan de Jerusalem, els abats de Ripoll, Sant Cugat, Poblet, Santes Creus, Sant Joan de les Abadesses, Sant Miquel de Fluvià, Santa Maria d'Amer, Sant Pere de Rodes, Sant Llorenç de Munt, Escarp, Sant Esteve de Banyoles, Sant Feliu de Guíxols, Sant Quirze de Colera, Sant Andreu de Brea, Sant Miquel de Cuixà, Sant Martí del Canigó, Sant Genís, Arles, Vallbona, Santa Maria de Gerri, Montserrat, Jeu i Santa Maria de la Real, i els capítols de les seus de Tarragona, Barcelona, Lleida, Girona, Tortosa, Urgell, Vic i Elna); 4 infants, 4 barons, 40 nobles i 12 cavallers, del braç militar; i els representants de 28 localitats reials (les ciutats de Barcelona, Tortosa, Girona, Manresa, Tarragona, Vic i Palma, i les viles de Perpinyà, Vilafranca del Penedès, Tàrrega, Cervera, Igualada, Torroella de Montgrí, Caldes de Montbui, Figueres, Camprodon, Besalú, Berga, Vilafranca de Conflent, Puigcerdà, Montblanc, Cambrils, L'Arboç, Colliure, Santpedor, Camarasa, Sabadell i Ciutadella de Menorca).
Els tres braços atorguen els capítols del donatiu, tant els comuns amb els altres territoris, com els particulars de Catalunya. En aquests particulars, formats per 7 capítols, entre altres qüestions tracten sobre la durada en els seus oficis dels oficials reials, sobre remissió de certes penes, sobre els guiatges dels canviadors, sobre la tornada al dret ordinari del marquesat, sobre el perdó al comte d'Ampúries, o que els capítols del donatiu no perjudiquen al braç militar. Sols el primer capítol, sobre la durada en els oficis dels oficials reials, apareix com una constitució, però en 1588 ja no estava vigent.
Durant aquestes Corts fou President de la Generalitat en Pere de Santamans. A la sessió del 4 de juliol de 1384 es varen escollir els nous diputats mantenint les competències fixades a les darreres Corts, és a dir, el diputat reial actuava com a administrador prescindint dels oïdors de comptes. Són elegits com a diputats residents a Barcelona la terna composta per Arnau Descolomer, prevere de la seu de Girona, Guillem d'Argentona, cavaller, i Pere Terré, doctor en lleis i ciutadà de Barcelona; i també resulta elegit Jaume Nicolau, com a regent dels comptes. Aquesta nova Diputació es mantindrà fins començades les Corts de Montsó (1388).

### Corts valencianes
Els estaments convocats pel rei a les Corts, el 24 d'abril de 1383, estan compostos per 5 membres del braç eclesiàstic (el bisbe de València, el mestre de Montesa, els abats de Benifassà i la Valldigna, i el capítol de la seu de València); el procurador de la reina Sibil·la, l'infant Alfons, 17 nobles i 38 cavallers, pel braç militar; i els representants de 14 localitats reials (les ciutats de València i Xàtiva, i les viles de Morella, Alzira, Oriola, Alacant, Castelló, Borriana, Alpont, Castellfabib, Ademús, Vila-real, Morvedre/Sagunt i Xixona).
Els tres braços signen conjuntament els capítols del donatiu, tant la part general, comuna amb els altres estats, com la part particular del regne de València, en la qual es nomena diputat encarregat del donatiu a Jacme Romeu, amb poders executius i lliure del control reial, amb l'obligació de retre compte de l'administració als comptadors del dit regne elegits en les passades Corts de Montsó de 1376, i s'aprova la remissió general de les penes civils i criminals, fins a la data de la signatura, i d'acord amb el que es va establir en les corts de Montsó de 1376.
En aquestes Corts no s'aprova cap fur ni cap acte de Cort en sentit estricte, però tant en la recopilació de 1482 com en la de 1547, les úniques editades en el període foral, s'inclouen els capítols de la donació com a furs.